# شهرک آپادانا
| محله شهرک آپادانا  | محله شهرک آپادانا     |
| ------------------ | --------------------- |
|                    |                       |
| کشور               | ایران                 |
| استان              | تهران                 |
| شهر                | تهران                 |
| منطقه شهری         | منطقه ۵ شهرداری تهران |
| منطقه پستی         | ۱۳۹۱۸                 |
| پیش‌شماره محلی تلفن | ۴۴۶۳–۹                |

محله شهرک آپادانا، مجتمعی مسکونی در بخش غربی شهر تهران است.

## موقعیت و محدوده جغرافیائی

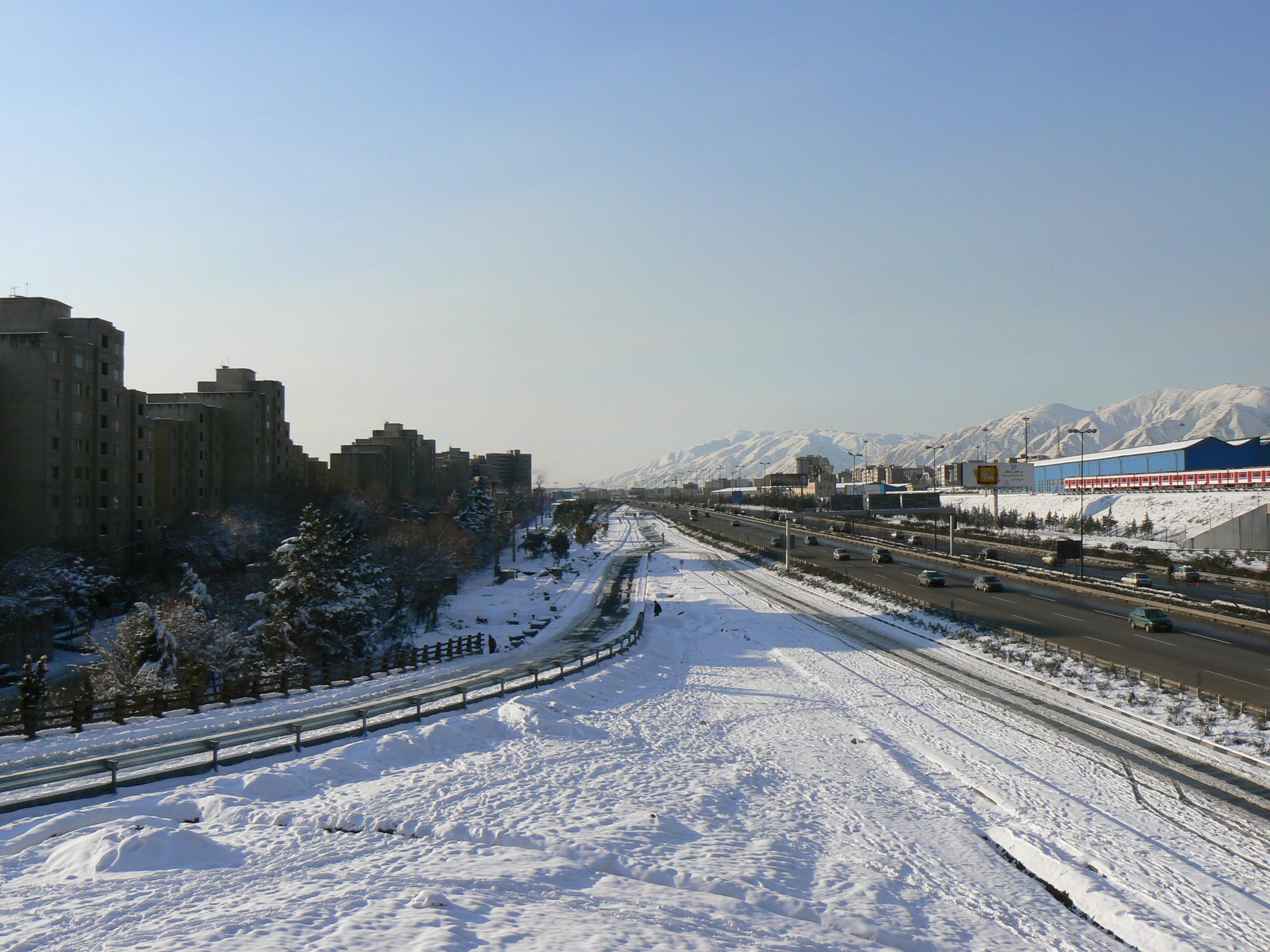
موقعیت شهرک آپادانا در ضلع جنوبی آزادراه تهران -کرج

شهرک مسکونی آپادانا (به انگلیسی: Apadana Residential Complex) در غرب تهران و ناحیه شش منطقه ۵ شهرداری تهران قرار گرفته است. این شهرک در بزرگراه کرج-تهران، پس از بزرگراه محمدعلی جناح و در مسیر به سمت غرب، پیش از شهرک اکباتان قرار دارد. این شهرک از شمال به اتوبان تهران کرج، از جنوب به کوی بیمه، از شرق به زمین بدون کاربری مجاور با مجتمع مسکونی شهید فکوری و از غرب با فاز شهرک اکباتان همسایه است. نام شهرک آپادانا با خیابان آپادانا (خرمشهر) در تهران ارتباطی ندارد، ولی عموماً این دو اسم باهم به اشتباه مرتبط می‌شوند. همچنین در ضلع شمال غربی پایانه غرب سازمان پایانه‌ها و پارک سوارهای شهرداری تهران قرار دارد. این شهرک در ناحیهٔ شش منطقهٔ پنج تهران قرار دارد.ناحیۀ شش منطقۀ پنج تهران

## نام شهرک
نام آپادانا از کاخ-تالار آپادانا در تخت جمشید یا کاخ آپادانا (شوش) گرفته شده‌است.

## تاریخچهٔ تشکیل
- بانک رهنی به عنوان مجری طرح پس از اخذ مجوز از شهرداری و ضمن عقد قرارداد با پیمانکاران فرانسوی در سال ۱۳۵۰ نسبت به احداث ساختمان‌های این شهرک اقدام نمود[۱].[یادکرد یافت نشد] نام شرکت سازنده شهرک آپادانا، S.A.E.IRAN بوده‌است؛ ولی در جریان انقلاب اسلامی، پیمانکاران خارجی عملیات را نیمه کاره رها و باتوجه به تشکیل بانک مسکن، این بانک عملیات را ادامه داد و پس از تکمیل ساختمان‌ها از سال ۱۳۶۳ ضمن انتشار آگهی در روزنامه و ارائه نقشه شهرک آپادانا، نسبت به فروش واحدهای مسکونی اقدام نمود. واحدهای مسکونی در آن زمان به دلیل نداشتن پایان کار و سند مالکیت به صورت اجاره به شرط تملیک و با عقد قراردادی ثبتی ضمن استفاده از تسهیلات بانکی به خریداران که بیشتر کارکنان دولت بودند واگذار گردید.
- از سال ۱۳۶۶ با توجه به اعلان بانک مسکن کلیه امور شهرک شامل فضای سبز، روشنایی، امور نظافت و سایر هزینه‌های تأسیساتی و موتورخانه‌ها به مالکین واگذار شد و مالکین با همکاری یکدیگر ضمن تشکیل مجامع عمومی و تدوین اساسنامه، طبق موازین قانون تملک آپارتمان‌ها و انتخاب هیئت‌های مدیره به تفکیک فازهای ۶ گانه، کلیه راهبری و نگهداری‌های مورد نیاز شهرک را بعهده گرفته و ضمن ایجاد فضای سبز بسیار مطلوب سایر اقدامات مورد نیاز را انجام دادند.
- تا سال ۱۳۸۲ به دلیل عدم صدور پایان کار، شهرداری هیچگونه خدماتی را ارائه نداده بود؛ ولی در سال ۱۳۸۳ که پایان کار از شهرداری اخذ و اسناد مالکیت واحدهای مسکونی صادر گردید و عوارض نوسازی نیز به شهرداری پرداخت گردید، انتظار ساکنین برای گرفتن امکانات از شهرداری بیشتر گردید.

## وضعیت ساختمان‌ها
- با توجه به وجود ۶ موتورخانه و تأسیسات مستقل، کل ساختمان‌های شهرک که شامل ۲۹۰۱ واحد مسکونی ۲ یا ۳ خوابه‌است به ۶ بخش یا فاز تقسیم‌بندی شده‌اند که هرفاز دارای یک موتورخانه جهت تأمین آب گرم و همچنین تأمین سرمایش تابستانه و گرمایش زمستانه ساختمان‌های مربوطه می‌باشد (فن‌کوئل‌ها).
- هرفاز به‌طور تقریب ۵۰۰ واحد مسکونی را شامل می‌شود (فاز یک ۴۸۸واحد، فازدو ۵۱۰ واحد، فاز سه ۴۵۹ واحد، فاز چهار ۵۱۲ واحد، فاز پنج ۵۱۲ واحد، فاز شش ۴۲۰ واحد) که این واحدهای مسکونی در ۴۶ بلوک ساختمانی قراردارند. هر بلوک معمولاً دارای ۳ یا ۴ ورودی است که هر ورودی شامل ۵ تا ۱۱ طبقه می‌باشد که هر طبقه نیز معمولاً دارای ۲ واحد مسکونی می‌باشد.
- ساختمان‌های شهرک از نوع بتن‌آرمه (متشکل از بتن و میلگرد) می‌باشد. سیستم سازه‌ای عمده ساختمان‌ها به صورت دیوارهای برشی در دو جهت و دال بتن‌آرمه می‌باشد. در نمای ساختمان‌ها از قطعات پیش ساخته بتن‌آرمه استفاده شده‌است. پارتیشن‌های فرعی داخلی از نوع پانل‌های گچی است. با توجه به اینکه عمده دیوارها از نوع دیوارهای برشی هستند، می‌توان انتظار داشت که ساختمان‌ها در برابر زلزله مقاومت بالایی داشته باشند (معمولاً ساختمان‌های با دیوار برشی، در زلزله فرو نمی‌ریزند). البته شایان ذکر است استفاده از دیوار برشی در ساختمان‌های بلند مرتبه امری شایع است.
- در دیدگاه عمومی شایع است که این ساختمان‌ها در برابر زلرله حدود ۸ ریشتر، مقاوم طراحی شده‌اند، (باید به این نکته توجه داشت که طراحی سازه بر مبنای قدرت ریشتری زلزله نمی‌باشد و معیار دیگری دارد) همچنین تعدادی از اهالی مبادرت به تخریب تیرتیغه بتن‌آرمه بالای بازشوهای داخل دیوارهای برشی می‌کنند که میتواند مقامت ساختمانها پایین آورد.

## وضعیت خیابان‌ها، محوطه و فضای سبز
- شهرک آپادانا توسط دیوار محصور شده‌است. دور تا دور شهرک، یک خیابان اصلی وجود دارد و مسیرهای فرعی جهت دسترسی به بلوک‌ها از آن منشعب می‌شوند.
- ورودی و خروجی خودروها، در ضلع شرقی شهرک قرار دارد. علاوه بر این، دسترسی عابرین پیاده به شهرک از طریق ضلع جنوب غربی (دسترسی به کوی بیمه) و درب شمال غربی (دسترسی به شهرک اکباتان) نیز امکان‌پذیر می‌باشد.
- عمده فضای شهرک به پارکینگ اتومبیل‌ها و فضای سبز اختصاص دارد. با توجه به قدمت شهرک و نگهداری خوب فضای سبز، فضای سبز بسیار مناسب می‌باشد. در تمام محوطه داخلی، مسیرهای پیاده‌روی سیمانی وجود دارد که از میان فضای سبز زیبای شهرک عبور می‌کند و پیاده‌روی در داخل شهرک را به فعالیتی مفرح تبدیل کرده‌است.
- در سال‌های اخیر هرس غیراصولی درختان، به زیبایی فضای سبز شهرک آسیب زده. نظیر هرس غیراصولی درختان چنار در فاز۶ یا هرس درختان توت در فاز۳ که به قطع کامل تاج این درختان زیبا منجر شده.

## جمعیت
شهرک آپادانا دارای حدود ۱۵۰۰۰ نفر جمعیت می‌باشد. در خانواده‌ها، والدین اغلب کارمندان شاغل یا بازنشسته ادارات دولتی هستند و غالباً دارای تحصیلات عالیه می‌باشند.

## نحوهٔ ادارهٔ امور شهرک
هریک از فازهای ۶ گانه دارای یک هیئت مدیره منتخب است که در مجامع عمومی سالانه با رأی مالکین بمدت ۲ سال انتخاب می‌شوند. در حال حاضر هیئت‌های مدیره هر فاز ضمن استخدام یک مدیرعامل یا مدیر اجرائی نسبت به اداره امور فاز با استفاده از مبالغ مصوبی که ماهانه تحت عنوان شارژ از ساکنین دریافت می‌نمایند نسبت به راهبری امور مربوطه و پرداخت هزینه‌های آن اقدام می‌نمایند. شهرک آپادانا دارای یک هیأت مدیرۀ مرکزی است.

## موقعیت‌های فرهنگی، هنری، مذهبی، اجتماعی و ورزشی
- شهرک دارای یک مسجد بنام الزهرا (س) می‌باشد که ضمن برگزاری مراسم سوگواری و جشن‌های مذهبی، روزانه در سه نوبت نماز جماعت برگزار می‌نماید. همچنین کلاس‌های فرهنگی هنری کانون مسجد برای پر کردن اوقات فراغت نوجوانان و جوانان در فصول مختلف سال بخصوص در فصل تابستان دایر می‌باشد.
- شهرک برای فعالیت‌های ورزشی دارای یک زمین چمن مصنوعی و محصور است که توسط شهرداری احداث گردیده‌است و ضمناً یک سری کامل دستگاه‌های بدنسازی در پایین شهرک در کنار پارک و زمین چمن نیز توسط شهرداری در سال ۱۳۸۵ نصب گردیده‌است؛ و در سال ۹۰در بالا ی شهرک مقابل کوی اقاقیا نیز تعدادی وسایل بدنسازی قرارداده‌اند.
- ساختمان «سرای محله» در محل سابق پارک بازی کودکان و استخر واقع در ضلع شمالی مدرسه شهادت در مرکز شهرک احداث شد.

## مدارس شهرک
شهرک آپادانا شامل ۷ مدرسه به شرح زیر است:
۱- دبستان شاهد دخترانه حضرت زینب (س) (دولتی)
۲- دبستان دخترانه حدیث (عدالت سابق) (دولتی)
۳- دبیرستان و راهنمایی دخترانه عدالت (دولتی)
۴- مدرسه راهنمایی پسرانه شهید سعید کهن (دولتی)
۵- مدرسه راهنمایی پسرانه شاهد رهروان امام (ره) (دولتی)
۶- دبیرستان پسرانه حضرت مهدی (مرصاد، هوشمند یا سید حسن نصرالله سابق) (نمونه دواتی)
۷- دبستان پسرانه شهادت (دولتی)
تصاویر مدارس

## مراکز تجاری
مجتمع مسکونی آپادانا دارای سه مرکز فروش یا بازارچه به نام‌های گل مریم، زنبق و پامچال می‌باشد. همچنین یک بازارچه محلی نیز در ضلع شمال شرقی شهرک با نام مرکز خرید آپادانا از سال ۱۳۹۲ آغاز به کار نموده‌است.
این مراکز تجاری مغازه‌هایی همچون کافی شاپ سرباز ،سوپرمارکت، رستوران غذای فوری، چلوکبابی، خدمات رایانه‌ای، کافی نت، فروشگاه لوازم آرایشی، فروشگاه پوشاک، فروشگاه کریستال فروشی، نانوائی، میوه فروشی، ساعت فروشی، سلمانی، فروشگاه لوازم تحریر، تاکسی سرویس، آتلیه عکاسی، خشک‌شویی، خیاطی، لوازم الکتریکی، آژانس املاک، تعمیرگاه خودرو و غیره را در خود جای داده‌اند.
همچنین دو بانک مسکن و پاسارگاد در شهرک آپادانا دارای شعبه و دستگاه خودپرداز ۲۴ ساعته هستند

## وسایل نقلیه عمومی
حمل و نقل اهالی شهرک آپادانا به عهده خودروهای ون و تحت نظارت سازمان تاکسیرانی تهران بوده که بین شهرک آپادانا و ایستگاه متروی صادقیه به جابجائی ساکنین شهرک می‌پردازند